# Citroën Xsara Picasso
Citroen Xsara Picasso — компактвен французької компанії Сітроен.

## Опис

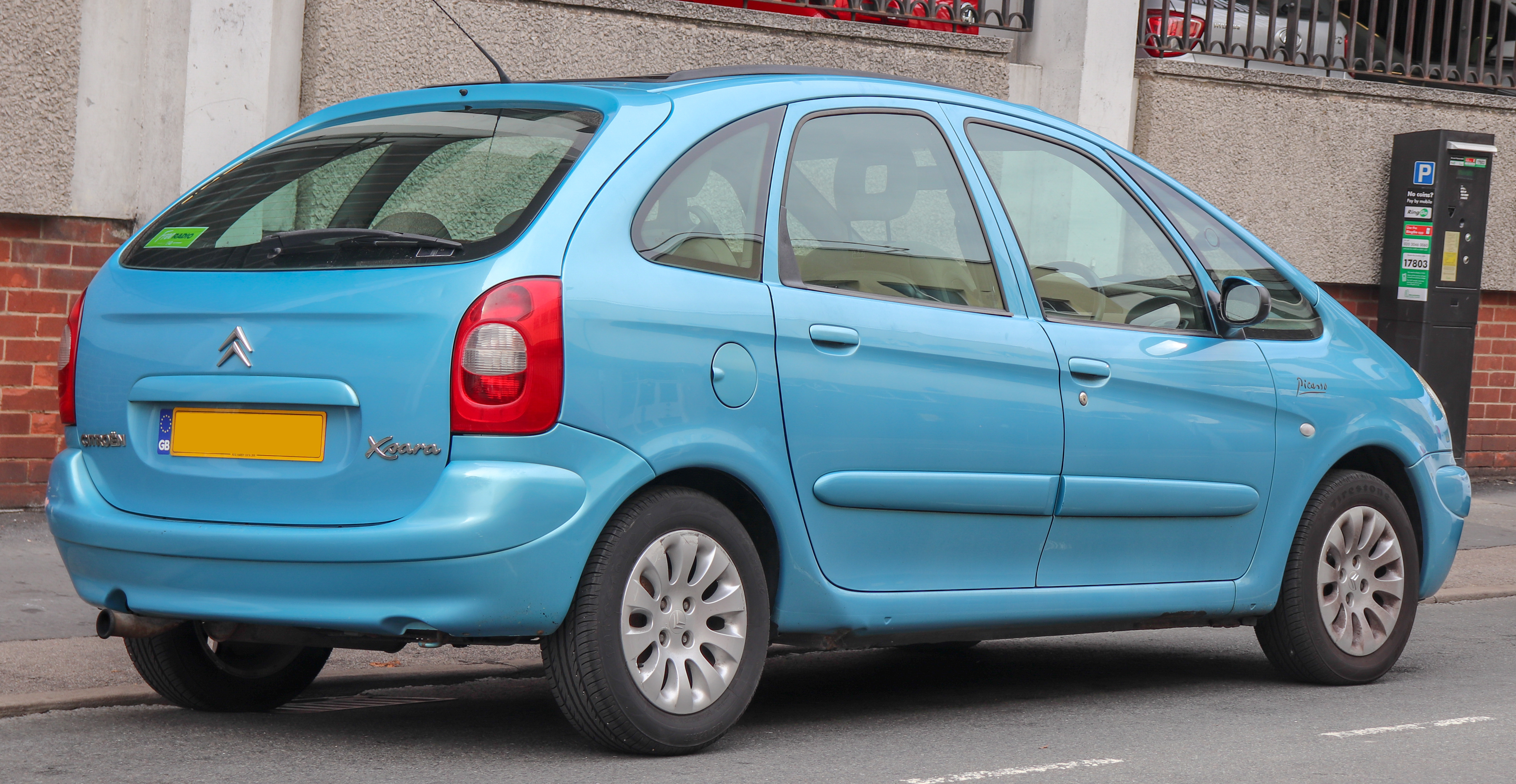
Citroën Xsara Picasso 1999-2004

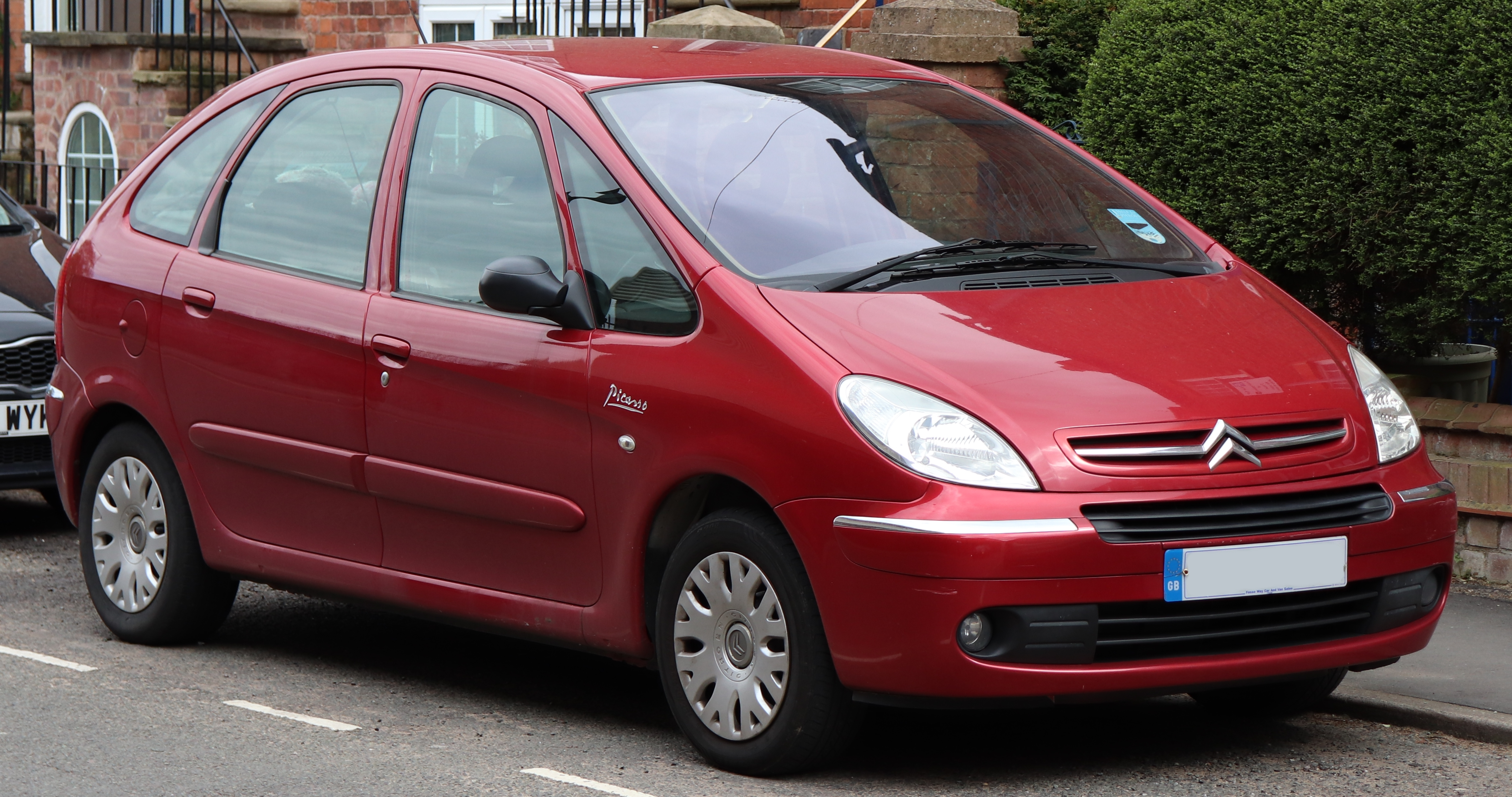
Citroën Xsara Picasso 2004-2012

Продажі Xsara Picasso почалися в кінці 1999 року. Компактний мінівен Xsara Picasso, створений на подовженій платформі Xsara. Обтічний яйцеподібний силует Picasso вдало доповнюють розкосі вертикальні фари, фірмова для нового стилю Citroen «посмішка» повітрозабірника і решітки радіатора, а також округлі бампери і бічні молдинги з вугільно-чорного пластику. Незвичайне аркове рішення бічного скла дозволило створити дивно просторий і дуже світлий за рахунок великої площі бічного скління салон. Ззаду не тісно навіть трьом пасажирам, до того ж на Picasso найбільший серед конкурентів багажник-550 л (при складених задніх сидіннях - 1970 л). У додатковий набір входять кондиціонер і кліматичний пристрій. 
У серпні 2006 року був представлений наступник Xsara Picasso - Citroën C4 Picasso, що базувався на одній з Citroën C4 платформі. Але, незважаючи на появу наступника, Xsara Picasso не було знято з виробництва. У жовтні 2008 року на Паризькому автосалоні, вперше було показано Citroën C3 Picasso. Продавати його почали в першому кварталі 2009 року.
Загалом виготовлено 1 736 727 автомобілів.

## Двигуни
Бензинові:
- 1.6i K4M 90/110
- 1.7i 115
- 1.8i F4P 116
- 2.0i 138

Дизельні:
- 1.6 HDi 90/110
- 2.0 HDi 90